# Organisation des jeunes Algériens libres
 (janvier 2024).
- Si vous ne connaissez pas le sujet, laissez ce bandeau (vous pouvez alors contacter les auteurs).
- Si vous supprimez le contenu mis en cause (vous pouvez préalablement contacter les auteurs),

argumentez précisément cette suppression dans la page de discussion
(un manque de référence n'est pas un argument ; une recherche réelle de référence doit avoir été effectuée, être formellement documentée).
L’Organisation des jeunes Algériens libres (OJAL), fut un groupe armé anti-Islamiste, et pro-gouvernemental[réf. nécessaire] pendant la guerre civile algérienne. Elle fut principalement active en 1994 et 1995. Elle revendiqua des attentats contre des civils qui, selon elle, sympathisaient avec les islamistes. Les principales actions qu’elle revendiqua comprennent :
- L’enlèvement (26 novembre 1993) et l’exécution de Mohamed Bouslimani, président de la charité islamique El Irshad wa el Islah et membre fondateur du mouvement de la société pour la paix. Ce meurtre fut également revendiqué par le GIA.
- L’enlèvement et la torture de Mohamed Tedjini Boudjelkha, membre fondateur du Front islamique du salut et mathématicien en novembre 1993 ; il ne fut relâché qu’après 5 jours.
- La menace en février 1994 concernant les atteintes portées contre les femmes qui ne portent pas le tchador ("Si une femme est agressée parce qu’elle ne porte pas le tchador, l’OJAL promet sa vengeance par la liquidation pure et simple de vingt femmes portant le hidjab et de vingt barbus intégristes").